# Barchfeld
Barchfeld è una frazione del comune tedesco di Barchfeld-Immelborn.